# ماوريتسيو فاسكو
ماوريتسيو فاسكو (بالإيطالية: Maurizio Vasco)‏ هو مخرج إيطالي، ولد في 1955.